# 空手風雲児
『空手風雲児』（からてふううんじ）は、1964年12月6日から1965年2月28日まで、日本テレビ系列で、日曜19時30分 - 20時00分に放送されたテレビ映画である。提供は明星食品。製作は、東映出身の映画監督・島津昇一が設立した島津プロ。

## 概要
牧野吉晴の小説『空手風雲録』を原作として、明治初期の沖縄を舞台に、空手の名手である忍勇作（しのぶ ゆうさく）が、沖縄を武者修行して様々な武術の達人と対決していく中で、空手の真髄を知り、人間として成長していく姿を描く。当初は26話の予定だったが、視聴率低迷のため全13話で終了した。

## 出演
- 忍勇作 - 園田哲也
- 葉山葉子
- 北原義郎
- 舟橋元
- 佐々木孝丸
- 嘉手納清美
- 南道郎
- 石橋雅美

## スタッフ
- 原作：牧野吉晴（「空手風雲録」より）
- 脚本：岩井基成、秋元隆太、佐冶乾
- 監督：島津昇一
- 製作：島津プロ

## 放送リスト
参考：『福島民報』福島民報社、1964年12月6日 - 1965年2月28日付のラジオ・テレビ欄。
| 話数   | 放送日   | サブタイトル   | ゲスト                                                 |
| 1964年 | 1964年   | 1964年         | 1964年                                                 |
| ------ | -------- | -------------- | ------------------------------------------------------ |
| 1      | 12月6日  | カデナの誓い   |                                                        |
| 2      | 12月13日 | 対決 嘉の滝    |                                                        |
| 3      | 12月20日 | チャタンの決闘 | 糸賀三郎：巽秀太郎                                     |
| 4      | 12月27日 | 波濤に吠える   |                                                        |
| 1965年 |          |                |                                                        |
| 5      | 1月3日   | 炎の挑戦       |                                                        |
| 6      | 1月10日  | 狼の牙         |                                                        |
| 7      | 1月17日  | シマの怪力     | 怪力三郎（別名・サンダー）：松崎薫、江幡高志、宮川和子 |
| 8      | 1月24日  | 嵐の那覇城     | 松崎薫、宮川和子、沼田曜一                             |
| 9      | 1月31日  | 神変十字切     |                                                        |
| 10     | 2月7日   | ハブ使いの妖婆 | 木下ゆず子、藤岡琢也、大友純                           |
| 11     | 2月14日  | 幻の蜘蛛       |                                                        |
| 12     | 2月21日  | マブニの刺客   |                                                        |
| 13     | 2月28日  | 秘術 骨くずし  |                                                        |

## エピソード
主演の園田哲也は、女優本間文子の息子で、当時日大芸術学部に在籍の22歳。「痩身で、空手をやりそうな青年」のイメージに合致して抜擢されたが、空手は未経験のため、主役決定と同時に空手協会に出向いて稽古をつけている。